# Семен Хребтович-Богуринський
Семе́н Іва́нович Хребто́вич-Богу́ринський (? — 1591) — волинський шляхтич з литовсько-руського роду Хребтовичів, гербу Одровонж. Землевласник у Луцькому повіті Волинського воєводства та Київському повіті Київського воєводства Речі Посполитої. Державний та військовий діяч. Родове гніздо — Бугрин.  

## Відомості
Семен Хребтович Богуринський син волинського зем'янина Івана Олехновича Хребтовича-Богуринського, який є одним з перших представників волинської гілки Хребтовичів — Хребтовичів-Богуринських. Відомо, що в 1570 — 1577 рр. обіймав посаду луцького ґродського писаря. Входив до кола лицарського землі Волинської під час безкоролів'я. Першим з відомих шлюбів за Раїною Русинівною-Берестецькою, донькою владики пинського Андрія Русина. Відомим зокрема є резонансний процес їхнього розлучення, через наїзд у 1572 році племінника владики пинського — Павла Коритинського на маєток у Берестечку, який дістався від тестя Семену Хребтовичу-Богуринському. Процес тривав кілька років і на середину 1575 року він удруге був одружений з донькою Андрія Бабинського — Катериною, вдовою Івана Івановича Городиського. Вона мала від попереднього шлюбу трьох дітей. Після цього шлюбу крім свого маєтку в родовому гнізді Бугрин також володів частиною Городища, яке дісталося Катерині Бабинській від небіжчика чоловіка Івана Городиського. Взяв участь у судовій тяжбі Катерини з братом її покійного чоловіка Кіндратом Городиським за маєток Городище. З жодного шлюбу нащадки саме Семена Хребтовича-Богуринського невідомі.
У 1577 році мав судову тяжбу з володимирським підстаростою та підляським стольником Станіславом Ґраєвським, який заявив свої права на Бугрин.

## Сім'я (брати, сестра)
- Данило Іванович Хребтович-Богуринський — писар земський слонімський
- Кіндрат (Конрад) Іванович Хребтович-Богуринський — писар ґродський слонімський
- Мелетій Іванович Хребтович-Богуринський — архімандрит Києво-печерського монастиря, владика володимирський та берестейський
- Іван Іванович Хребтович-Богуринський — митник дорогобузький
- Марія (Марина, Маруша) Іванович Хребтовичівна-Богуринська — у шлюбі за Андрієм Немиричем, київським земським суддею.[4]